# التدخين في فنلندا

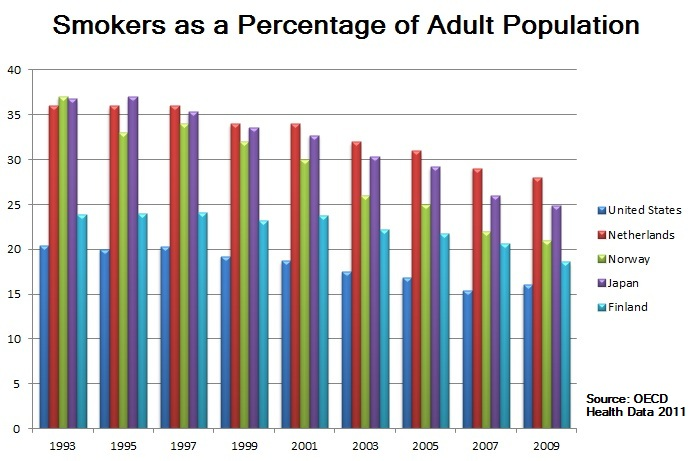
النسب المئوية للسكان البالغين المدخنين في فنلندا والنرويج والولايات المتحدة الأمريكية واليابان وهولندا في عام 2011

وفي فنلندا, تعد أرقام التدخين من بين أدنى المعدلات في أوروبا. هناك العديد من العوامل التي أثرت في انخفاض معدل انتشار التدخين, مثل الإجراءات التشريعية, وتعزيز الصحة وأنظمة الرصد الوطنية, والسياسات الرامية إلى الحد من استهلاك التبغ من خلال حملات التوعية العامة, وحظر الإعلانات وزيادة الضرائب. تلعب وزارة الشؤون الاجتماعية والصحة دورًا رائدًا في مكافحة التبغ في فنلندا, وأحد أهدافها الرئيسية هو فرض حظر أكثر فعالية على بيع منتجات التبغ للأطفال والشباب ومنع بيع منتجات التبغ غير القانونية. ومن بين العناصر الأساسية في سياسة التبغ الناجحة التعاون التقليدي بين السلطات الصحية والمنظمات غير الحكومية, وتعزيز الصحة بشكل مكثف.
بلغ معدل التدخين بين البالغين في فنلندا في عام 2009 18.6%, وهو أقل من متوسط منظمة التعاون الاقتصادي والتنمية البالغ 22.3%. وفي دراسة أحدث أجريت عام 2020, بلغت معدلات التدخين 12% للرجال و9.3% للنساء.
على الرغم من الاتجاه التنازلي, إلا أن الآثار الصحية لتدخين التبغ كبيرة ولا يزال من الممكن اعتبار التدخين مشكلة صحية عامة لأنه لا يزال سببًا مهمًا للوفاة والمرض المبكر الذي يمكن تجنبه.

## التشريع
يُحظر بيع التبغ للأطفال دون سن 18 عامًا في فنلندا. يُحظر أيضًا الإعلان عن التبغ والكحول القوي. تم تقييد التدخين في فنلندا لأول مرة في عام 1976 مع حظر الإعلان عن التبغ. وفي عام 1995, أصبح التدخين محظوراً في أماكن العمل, وفي عام 1999, فُرضت قيود على التدخين في المطاعم. يحظر إصلاح قانون التبغ في يونيو 2006 التدخين في الحانات والمطاعم, وينص التعديل الأخير للقانون في عام 2010 على أن تجارة التجزئة في منتجات التبغ تخضع للترخيص. تم بالفعل سن حظر التدخين في بعض الأماكن العامة, ويمتد إلى الحفلات الموسيقية في الهواء الطلق والمناطق المباشرة المحيطة بالمدارس ومراكز الرعاية النهارية, ويصر العديد من الملاك الفنلنديين على اتفاقيات الإيجار لغير المدخنين. تخطط حكومة فنلندا لإلغاء التدخين تمامًا بحلول عام 2030.

## الضرائب والتسعير
جمعت الدولة 655 مليون يورو من عائدات الضرائب من الضرائب على منتجات التبغ في عام 2010. يتم جمع الضرائب من منتجات التبغ المختلفة, ولكن الغالبية العظمى من إيرادات الضرائب تأتي من السجائر. للضرائب تأثير كبير على تكلفة السجائر, وتحتل منتجات التبغ المرتبة العاشرة بين أغلى دول الاتحاد الأوروبي البالغ عددها 27 دولة. تؤثر سياسة فرض الضرائب على التبغ ومستوى الأسعار في إحدى الدول الأعضاء أيضًا على استهلاك التبغ في الدول الأعضاء الأخرى. ويتجلى هذا بشكل خاص في فنلندا حيث كان سعر علبة سجائر مارلبورو في عام 2005 هو 4 يورو ولكن فقط 1.60 يورو في إستونيا, والتي يمكن الوصول إليها عن طريق رحلة بالقارب لمدة ساعتين وتشهد حركة سياحية كثيفة من فنلندا.

## مبادرات الإقلاع عن التدخين
تتوفر منتجات العلاج ببدائل النيكوتين على نطاق واسع في الصيدليات ومحلات البقالة, إلا أنها باهظة الثمن نسبيًا مما قد لا يحفز المدخنين على الإقلاع عن التدخين. بالإضافة إلى المساعدة في الإقلاع عن التدخين, توجد شبكات دعم وخط هاتفي مجاني للإقلاع عن التدخين والعديد من مواقع الإنترنت للمدخنين الذين يحاولون الإقلاع عن التدخين.

## سنوس
وبصرف النظر عن السجائر, هناك منتج آخر من منتجات التبغ الشائعة المستخدمة في فنلندا والسويد والنرويج وهو السنوس, وهو مصنوع من التبغ المبستر. يتم استهلاكه عن طريق وضعه تحت الشفة لفترات طويلة من الزمن. حظر الاتحاد الأوروبي بيع السعوط في عام 1992, بعد أن خلصت دراسة أجرتها منظمة الصحة العالمية عام 1985 إلى أن "الاستخدام الفموي للأنواع المستخدمة في أمريكا الشمالية وأوروبا الغربية مسبب للسرطان للإنسان". كما اعترفت لجنة التبغ التابعة لمنظمة الصحة العالمية بأن الأدلة غير حاسمة فيما يتعلق بالعواقب الصحية على مستهلكي التبغ الرطب. فقط السويد والنرويج العضو في الرابطة الأوروبية للتجارة الحرة معفون من هذا الحظر. حركة شعبية خلال الفترة التي سبقت استفتاء عام 1994 لعضوية السويد في الاتحاد الأوروبي جعلت الإعفاء من حظر بيع التبغ الرطب في الاتحاد الأوروبي شرطًا لمعاهدة العضوية. يشتري الفنلنديون السنوس عادة من السفن السياحية التي لديها حركة مرور منتظمة بين فنلندا والسويد.